# Aérodrome de Kotzebue
L'aéroport Ralph Wien code IATA : OTZ • code OACI : PAOT • code FAA : OTZ, est un aéroport public situé sur le côté sud de Kotzebue, une ville de la péninsule Baldwin dans le nord - ouest de l'Arctique Borough de l'État américain de l'Alaska. 

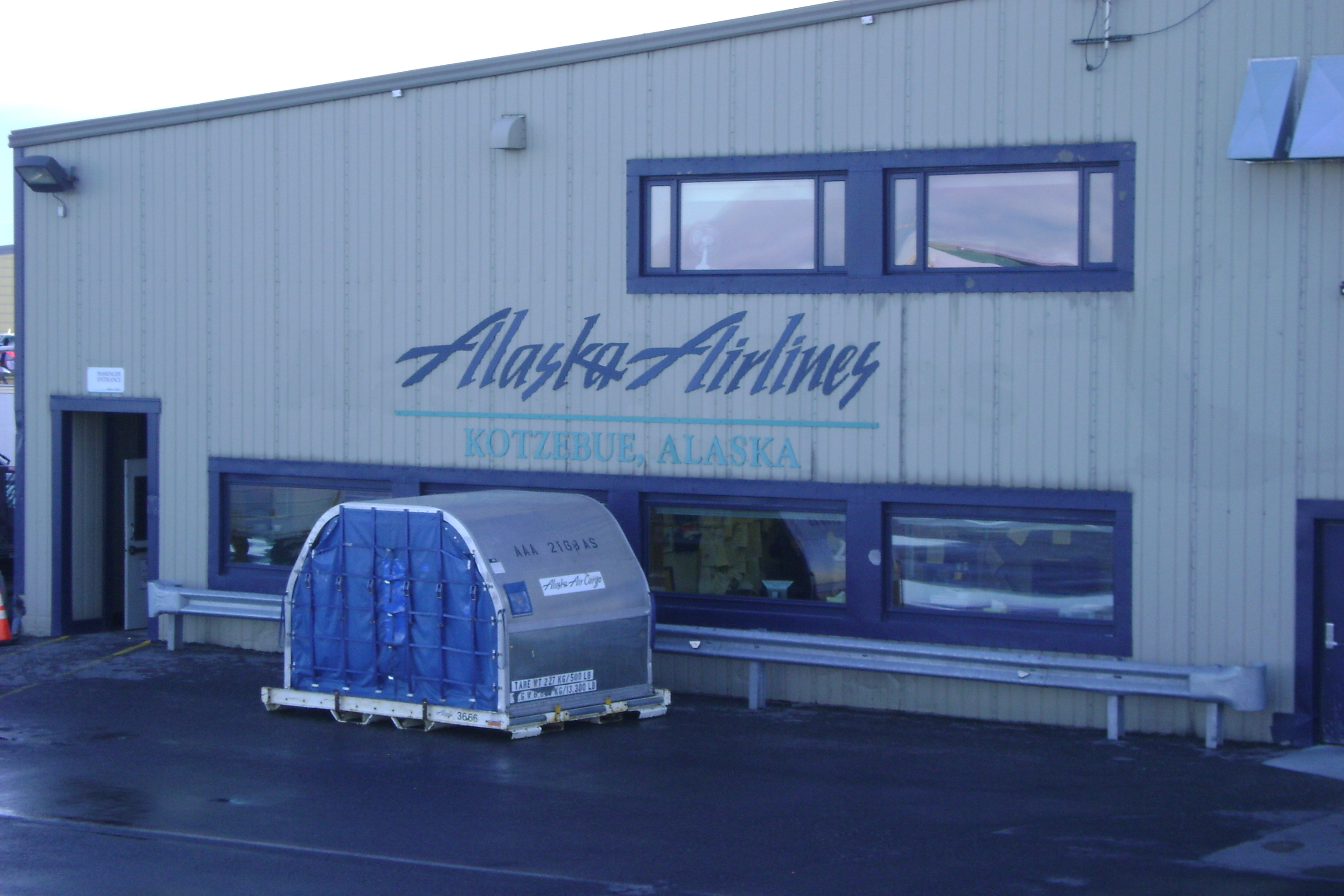
L'aéroport de Kotzebue AK photographié à partir d'un Boeing 737-400 d'Alaska Airlines.

## Situation
| Anchorage Aniak Bethel Deadhorse Dillingham Fairbanks Galena Homer Juneau Kenai Ketchikan King Salmon Klawock Kodiak Kotzebue Lake Hood Cordova Merrill Nome Petersbourg Red Dog Sitka St. Mary's Teller Unalakleet Unalaska Valdez Wiley Post Wrangell Yakutat |